# Benjamin Rochard
Benjamin Rochard, född 16 juli 1996, är en fransk montéryttare och travkusk.

## Karriär
Rochard har kört över 7000 lopp där han vunnit över 700 av dom. Han har kört flera stjärnhästar, bland andra Kana de Beylev, Izoard Védaquais, och Louisiane de Bomo. Han har även ridit flera topphästar bland annat Gangster du Wallon och Kalif Landia som båda vunnit Prix de Vincennes.
Med Kana de Beylev vann han Prix de l'Étoile (2023).

## Segrar i större lopp
| År   | Lopp                 | Häst                | Lopptyp |
| ---- | -------------------- | ------------------- | ------- |
| 2019 | Prix de Vincennes    | Gangster du Wallone | Grupp 1 |
| 2023 | Prix de Vincennes    | Kalif Landia        | Grupp 1 |
| 2023 | Prix de l'Étoile     | Kana de Beylev      | Grupp 1 |
| 2024 | Harper Hanovers Lopp | Izoard Védaquais    | Grupp 1 |